# São Luíz do Norte
São Luíz do Norte este un oraș în Goiás (GO), Brazilia.